# Vovcea Hora, Hmelnîțkîi
Vovcea Hora (în ucraineană Вовча Гора) este un sat în așezarea urbană Ciornîi Ostriv din raionul Hmelnîțkîi, regiunea Hmelnîțkîi, Ucraina.

## Demografie
Componența lingvistică a localității Vovcea Hora
     Ucraineană (98,09%)
     Rusă (1,7%)
     Alte limbi (0,21%)
Conform recensământului din 2001, majoritatea populației localității Vovcea Hora era vorbitoare de ucraineană (98,09%), existând în minoritate și vorbitori de rusă (1,7%).